# Naour
Naour  (in arabo ناوور‎?) è un centro abitato e comune rurale del Marocco situato nella provincia di Béni Mellal, regione di Béni Mellal-Khénifra. Conta una popolazione di 5 999 abitanti (censimento 2014).